# One Life to Live
One Life to Live es una serie de televisión estadounidense emitida por la cadena ABC por más de 43 años, entre el 15 de julio de 1968 y el 13 de enero de 2012, y luego en Internet como una serie web desde el 29 de abril hasta el 19 de agosto de 2013. Creada por Agnes Nixon, la serie fue el primer drama diurno en presentar principalmente personajes de diversidad étnica y socioeconómica y enfatizar constantemente en los problemas sociales. One Life to Live fue expandida de un formato de 30 minutos a uno de 45 minutos el 26 de julio de 1976, aumentando su duración a una hora el 16 de enero de 1978.
One Life to Live se centra principalmente en la vida de los miembros de la familia Lord. La actriz Erika Slezak fue la primera protagonista de la serie, interpretando a Victoria "Viki" Lord desde marzo de 1971 hasta que el programa dejó de ser emitido por ABC Daytime, obteniendo el récord de seis premios Daytime Emmy por su papel. En 2002 la serie obtuvo un premio Emmy en la categoría de mejor serie de televisión dramática.
Después de emitirse por cerca de 43 años, ABC canceló One Life to Live el 14 de abril de 2011. El 7 de julio de 2011, la productora Prospect Park anunció que la serie continuaría de manera en línea, pero más tarde suspendió el proyecto. El programa emitió sus últimas escenas por ABC el 18 de noviembre de 2011 y su episodio final en línea fue emitido el 13 de enero de 2012 con un cliffhanger.
El 7 de enero de 2013, Prospect Park retomó su interés de presentar One Life to Live como una serie web en formato de 30 minutos diarios por Hulu y iTunes. El relanzamiento se llevó a cabo el 29 de abril de 2013. La nueva serie estuvo plagada de inconvenientes, siendo el más notable un problema legal entre Prospect Park y ABC con respecto al mal uso de los personajes de One Life to Live tras realizar una transición de los mismos para la serie General Hospital. El 3 de septiembre de 2013, Prospect Park suspendió la producción de la serie hasta que el inconveniente con ABC no fuera resuelto.

## Sinopsis
One Life to Live se desarrolla en la ciudad ficticia de Llanview, un suburbio de Filadelfia, Pensilvania. El programa se centra continuamente en la acaudalada familia Lord y su relación con la familia polaco-americana Wolek de clase trabajadora, los menos adinerados Riley y los afroamericanos Gray, presentes en el inicio de la serie. One Life to Live ha sido llamada "la telenovela más peculiarmente estadounidense" y "la primera serie que presenta una amplia variedad de tipos étnicos, situaciones cómicas, un énfasis constante en los problemas sociales y fuertes personajes masculinos".

## Reparto
Muchos actores, antes de lograr reconocimiento, conformaron el elenco de la serie. Entre ellos se encuentran:
| - Corbin Bleu - Jeffrey King (2013) - Reiko Aylesworth - Rebecca Lewis (1993-1995) - Tom Berenger - Tim Siegel (1975-1976) - Yasmine Bleeth - LeeAnn Demerest (1991-1993) - Jonathan Brandis - Kevin Buchanan (1982) - Dixie Carter - Dorian Cramer (1974) - Bryan Cranston - Dean Stella (1985) - Marcia Cross - Kate Sanders (1986-1987) - John Cullum - Artie Duncan (1969) - Roma Downey - Johanna Leighton (1988) - Julia Duffy - Karen Wolek (1977) - Nathan Fillion - Joey Buchanan (1994-1997, 2007) - Laurence Fishburne - Josh Hall (1973-1976) - Faith Ford - Muffy Critchlow (1983) - Barbara Garrick - Allison Perkins (1986-1987, 2001-2002, 2003, 2008) - Richard Grieco - Rick Gardner (1986-1987) - Danielle Harris - Sammi Garretson (1985-1987) | - Tommy Lee Jones - Dr. Mark Toland (1971-1975) - Joe Lando - Jake Harrison (1990-1992) - Judith Light - Karen Wolek (1977-1983) - Crystal Chappell - Maggie Carpenter (1995 - 1997) - Colm Meaney - Alf (1987-1988) - Hayden Panettiere - Sarah Roberts (1994-1997) - Connor Paolo - Travis O'Connell (2004) - Jameson Parker - Brad Vernon (1976-1978) - Ryan Phillippe - Billy Douglas (1992-1993) - Phylicia Rashad - Courtney Wright (1981-1983) - Elisabeth Röhm - Dorothy Hayes (1997-1998) - Brandon Routh - Seth Anderson (2001-2002) - Jessica Tuck - Megan Gordon (1988-1992) - Blair Underwood - Bobby Blue (1985-1986) - Casper Van Dien - Ty Moody (1993-1994) - Mario Van Peebles - Doc Gilmore (1982-1983) - Nana Visitor - Georgina Whitman (1982) |

- Melissa Fumero - Adriana Cramer (2004-2011)